# العلاقات الغانية الميكرونيسية
العلاقات الغانية الميكرونيسية هي العلاقات الثنائية التي تجمع بين غانا وولايات ميكرونيسيا المتحدة.

## مقارنة بين البلدين
هذه مقارنة عامة ومرجعية للدولتين:
| وجه المقارنة                                              | غانا         | ولايات ميكرونيسيا المتحدة |
| --------------------------------------------------------- | ------------ | ------------------------- |
| المساحة (كم2)                                             | 238.53 ألف   | 702                       |
| عدد السكان (نسمة)                                         | 26.91 مليون  | 105.54 ألف                |
| الكثافة السكانية (ن./كم²)                                 | 112.82       | 15.03 ألف                 |
| العاصمة                                                   | أكرا         | باليكير                   |
| اللغة الرسمية                                             | لغة إنجليزية | لغة إنجليزية              |
| العملة                                                    | سيدي غاني    | دولار أمريكي              |
| الناتج المحلي الإجمالي (بليون دولار)                      | 47.33 مليار  | 336.43 مليون              |
| الناتج المحلي الإجمالي (تعادل القوة الشرائية) بليون دولار | 115.41 مليار | 365.27 مليون              |
| الناتج المحلي الإجمالي الاسمي للفرد دولار أمريكي          | 1.37 ألف     | 3.02 ألف                  |
| الناتج المحلي الإجمالي للفرد دولار أمريكي                 | 4.08 ألف     |                           |
| مؤشر التنمية البشرية                                      | 0.579        | 0.640                     |
| رمز المكالمات الدولي                                      | +233         | +691                      |
| رمز الإنترنت                                              | .gh          | .fm                       |
| المنطقة الزمنية                                           | 00           |                           |

## منظمات دولية مشتركة
يشترك البلدان في عضوية مجموعة من المنظمات الدولية، منها:
| علم المنظمة | اسم المنظمة                                 | تاريخ انضمام غانا | تاريخ انضمام ولايات ميكرونيسيا المتحدة |
| ----------- | ------------------------------------------- | ----------------- | -------------------------------------- |
|             | مؤسسة التنمية الدولية                       | 29 ديسمبر 1960    | 24 يونيو 1993                          |
|             | يونسكو                                      | 11 أبريل 1958     | 19 أكتوبر 1999                         |
|             | وكالة ضمان الاستثمار متعدد الأطراف          | 29 أبريل 1988     | 11 أغسطس 1993                          |
|             | الأمم المتحدة                               | 8 مارس 1957       | 17 سبتمبر 1991                         |
|             | مجموعة دول أفريقيا والكاريبي والمحيط الهادئ | ?                 | ?                                      |
|             | البنك الدولي للإنشاء والتعمير               | 20 سبتمبر 1957    | 24 يونيو 1993                          |
|             | الاتحاد الدولي للاتصالات                    | 17 مايو 1957      | 18 مارس 1993                           |
|             | منظمة حظر الأسلحة الكيميائية                | ?                 | ?                                      |
|             | مؤسسة التمويل الدولية                       | 3 أبريل 1958      | 24 يونيو 1993                          |
|             | المركز الدولي لتسوية المنازعات الاستشارية   | 14 أكتوبر 1966    | 24 يوليو 1993                          |

## وصلات خارجية
- موقع وزارة الخارجية الغانية